# Shannonomyiella ortalidoptera
Shannonomyiella ortalidoptera là một loài ruồi trong họ Tachinidae.